# マニラ・デイドリーム
『マニラ・デイドリーム』（Masahista）は、2005年に製作されたフィリピンの映画。ブリランテ・メンドーサ監督作品。
日本では2006年7月14日と16日に第15回東京国際レズビアン&ゲイ映画祭で上映された。

## キャスト
- イリアック：ココ・マルティン
- ネイティ：ジャックリン・ホセ
- アルフレド：アラン・ポール